# 162 a.C.

## Eventos
- Públio Cornélio Cipião Násica Córculo e Caio Márcio Fígulo foram eleitos cônsules romanos, mas acabaram obrigados a renunciar pelos áugures. Em nova rodada, foram eleitos Cneu Domício Enobarbo e Públio Cornélio Lêntulo.